# رافائل سمز
رافائل سمز (انگلیسی: Raphael Semmes؛ ۲۷ سپتامبر ۱۸۰۹ – ۳۰ اوت ۱۸۷۷) یک فرد نظامی اهل ایالات متحده آمریکا بود. سمز یک افسر نیروی دریایی مؤتلفه در زمان جنگ داخلی آمریکا بود. جسارت و تاکتیک او در نبرد با کشتی‌های نیروی دریایی ارتش اتحادیه باعث بالا رفتن رنکینگ او و ارتقا به درجهٔ دریابانی ارتش شد.